# 馬場康雄
馬場 康雄（ばば やすお、1948年 - ）は、日本の政治学者（欧州政治史・イタリア政治史・比較政治学）。東京大学名誉教授。東京都生まれ。

## 経歴
- 1971年6月 東京大学法学部卒業
- 1973年3月 東京大学大学院法学政治学研究科修士課程修了
- 1974年4月 東京大学社会科学研究所助手
- 1980年1月 同助教授
- 1985年7月 東京大学法学部助教授
- 1988年6月 同教授
- 2012年3月 東京大学を退職[1]

## 著書

### 共編書
- （犬童一男・山口定・高橋進）『戦後デモクラシーの成立』（岩波書店, 1988年）
- （犬童一男・山口定・高橋進）『戦後デモクラシーの安定』（岩波書店, 1989年）
- （犬童一男・山口定・高橋進）『戦後デモクラシーの変容』（岩波書店, 1991年）
- （岡沢憲芙）『イタリアの政治――「普通でない民主主義国」の終り?』（早稲田大学出版部, 1999年）
- （岡沢憲芙）『イタリアの経済――「メイド・イン・イタリー」を生み出すもの』（早稲田大学出版部, 1999年）
- （奥島孝康）『イタリアの社会――遅れて来た「豊かな社会」の実像』（早稲田大学出版部, 1999年）
- （平島健司）『ヨーロッパ政治ハンドブック』（東京大学出版会, 2000年　第2版　2010年）
- （大瀧雅之）『政治・経済』（東京学習出版社,2007年）（文部科学省検定済教科書高等学校公民科用186東学政経015）

### 訳書
- パオロ・ファルネーティ『危機と革新の政治学――イタリアのデモクラシー』（東京大学出版会, 1984年）
- ノルベルト・ボッビオ『イタリア・イデオロギー』（未來社, 1993年）

## 論文
- 「ジョリッティ体制の危機――形成期のイタリア民主政をめぐって（1・2）」『社会科学研究』31巻2号、31巻4号（1979年-1980年）
- 「イタリア議会政治の危機とファシズム――第5次ジョリッティ内閣を中心に」東京大学社会科学研究所編『ファシズム期の国家と社会（7）運動と抵抗』（東京大学出版会, 1979年）
- 「"歴史的妥協"か"権力掌握"か――第二次大戦後のイタリア」篠原一編『連合政治――デモクラシーの安定をもとめて（2）』（岩波書店, 1984年）
- 「政治変動としての明治維新」坂野潤治・宮地正人編『日本近代史における転換期の研究』（山川出版社, 1985年）
- 「イタリア議会政治における普通選挙権問題――第4次ジョリッティ内閣成立前史」『國家學會雑誌』101巻5・6号（1988年）
- 「遅れて来た『豊かな社会』の政治変容――1980年代のイタリア」東京大学社会科学研究所編『現代日本社会（2）国際比較〔1〕』（東京大学出版会, 1991年）
- 「女性と現代政治」『東京大学公開講座（57）性差と文化』（東京大学出版会, 1993年）
- 「日本とイタリア――戦後50年の比較」『年報・日本現代史』創刊号（1995年）
- 「20世紀の政治文化」『東京大学公開講座（64）文化としての20世紀』（東京大学出版会, 1997年）
- 「歴史現象としてのファシズム」『岩波講座世界歴史（24）解放の光と影 1930年代-40年代』（岩波書店, 1998年）
- 「トラスフォルミズモ再考」北村暁夫・小谷眞男編『イタリア国民国家の形成――自由主義期の国家と社会』日本経済評論社 2010